# Гресь, Виктор Степанович
Виктор Степанович Гресь (род. 29 июня 1939, Красный Луч) — советский и украинский кинорежиссёр, сценарист и актёр. Народный артист Украины (2000).

## Биография
Родился в городе Красный Луч Луганской (тогда Ворошиловоградской) области. Работал актёром театра кукол в Махачкале.
С 1966 года — режиссёр Киевской киностудии им. Довженко. В 1967 году окончил режиссёрский факультет ВГИКа (мастерская Е. Дзигана).
С 1979 года — преподаватель на кафедре кино и телевидения в Киевском институте театрального искусства им. Карпенко-Карого.
С 1993 года — художественный руководитель экспериментального объединения «Дебют» киностудии им. А. Довженко.
В 1997—1998 годах — сопрезидент МКФ детских фильмов в международном детском лагере «Артек».
В сентябре 2006 года Виктор Гресь одержал победу в открытом конкурсе на лучший киносценарий художественного полнометражного фильма за сценарий экранизации повести Н. В. Гоголя «Тарас Бульба». Сценарий «Тарас Бульба и его сыновья» признан победителем конкурса и рекомендован для включения в Программу производства и распространения фильмов по государственному заказу на 2006/2007 год. Стоит отметить, что данный сценарий находился в разработке более двадцати лет, на роль Тараса пробовался Алексей Петренко и Жерар Депардьё, деньги на съёмки обещали три президента Украины.

## Семья
- Сын: Марк Викторович Гресь (род. 1968) — украинский художник-график, тележурналист, сценарист.
- Дочь: Анна Викторовна Гресь (род. 1969) — украинский тележурналист, режиссёр.
- Жена: Нонна Гресь, художник-модельер[1].

## Фильмография

### Актёр
- 2003 — «История весеннего призыва»

### Режиссёр
- 1966 — «Баллада о Чердачнике» (короткометражка)
- 1967 — «Кто умрёт сегодня» (короткометражка)
- 1968 — «Слепой дождь…» (короткометражка)
- 1970 — «Голубое и зелёное» (короткометражка)
- 1980 — «Чёрная курица, или Подземные жители»
- 1988 — «Новые приключения янки при дворе короля Артура»

### Сценарист
- 1967 — «Кто умрёт сегодня» (короткометражка) (в соавторстве с В. Мережко)
- 1969 — «Слепой дождь…» (короткометражка) (в соавторстве с В. Мережко)
- 1970 — «Голубое и зелёное» (короткометражка) (в соавторстве с Ю. Казаковым)
- 1988 — «Новые приключения янки при дворе короля Артура» (в соавторстве с М. Рощиным)

## Награды
- 1969 — Диплом жюри за режиссуру Всесоюзного фестиваля телефильмов в Ленинграде за фильм «Слепой дождь…».
- 1970 — «Золотая нимфа» Международного кинофестиваля телефильмов в Монте-Карло за фильм «Слепой дождь…» .
- 1971 — Диплом жюри за творческий поиск в телефильме «Голубое и зелёное» на кинофестивале «Молодые — молодым» в Днепропетровске
- 1981 — Первый приз творческому коллективу за фильм «Чёрная курица, или Подземные жители» на ВКФ
- 1981 — Золотая награда в конкурсе детских фильмов за фильм «Чёрная курица, или Подземные жители» на МКФ в Москве[3]
- 1981 — Специальный приз за фильм «Чёрная курица, или Подземные жители» на МКФ детских фильмов в Джифони
- 1981 — Специальный приз за фильм «Чёрная курица, или Подземные жители» на МКФ детских фильмов в Минске
- 1982 — Заслуженный деятель искусств УССР
- 1982 — Диплом на МКФ в Туре за фильм «Чёрная курица, или Подземные жители»
- 1983 — Специальный приз за фильм «Чёрная курица, или Подземные жители» на МКФ детских фильмов в Пуатье
- 1990 — Приз за фильм «Новые приключения янки при дворе короля Артура» на Международном форуме-фестивале католических фильмов «Религия и духовность» в Западном Берлине
- 2007 — Диплом «За лучший дебют временных лет» за фильм «Кто умрёт сегодня?» На 6-м Киевском Международном фестивале документальных фильмов «Кинолетопись-2007».
- орден «За заслуги» III степени (10 сентября 2008 года)[4]

Расцвет творческой молодости украинского кинорежиссера Виктора Греся стремительно совпал по времени с закатом его творческой молодости. Дебют в короткометражной картине «Слепой дождь…» принёс ему международное признание, Гран-при «Золотая нимфа» на X Международном фестивале телевизионных фильмов в Монте Карло в 1970 году и полную неизвестность на «Украйне милой».— Владимир Туровский, Советский экран, 1989 год